# Banco Popular Español

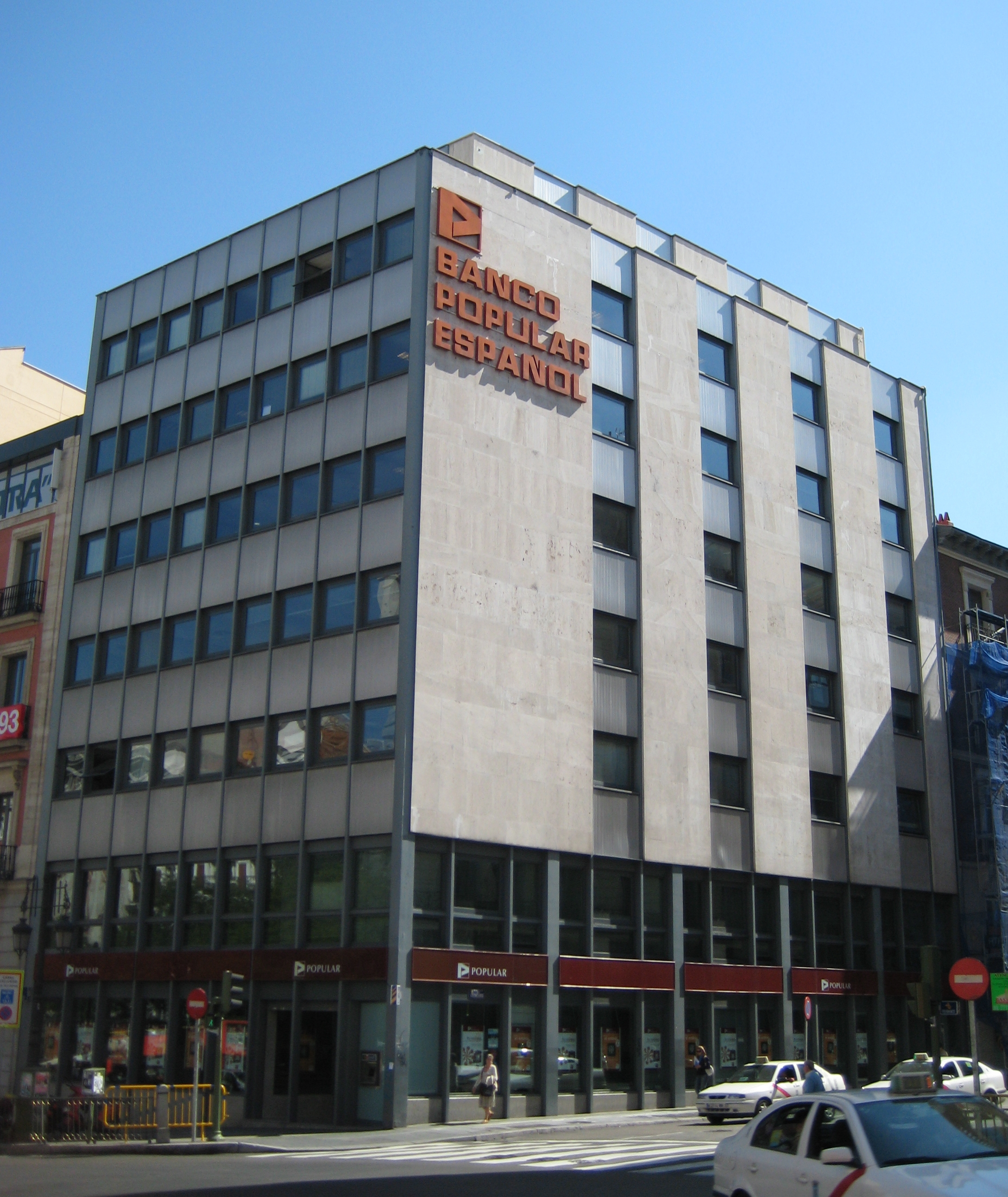
Banco Popular Español in Madrid

Ehemaliges Logo

Banco Popular Español S.A. ist eine spanische, ehemals börsennotierte Bank mit Unternehmenssitz in Madrid. Angesichts ihrer drohenden Zahlungsunfähigkeit wurde sie im Juni 2017 zum symbolischen Preis von einem Euro vom Banco Santander übernommen und neu strukturiert.
Bis zur Übernahme durch die Banco Santander galt die Banco Popular als die sechstgrößte Bank Spaniens; sie bestand aus verschiedenen Unternehmen. Darunter befand sich eine nationale Bank, die Banco Popular Español sowie fünf weitere regionale Banken, die Banco de Andalucia, die Banco de Castilla, die Banco de Crédito Balear sowie die Banco de Vasconia und die Banco de Galicia. Weiterhin unterhielt das Unternehmen eine Hypothekenbank (Banco Popular Hipotecario) sowie zwei Tochterbanken, die eine davon in Frankreich (Banco Popular France), die andere in Portugal (Banco Popular Portugal). 
Eine eigene Internetbank zählte ebenso zum Angebot wie weitere Bankenbüros in Belgien, Chile, Deutschland, Hong Kong, Venezuela, Marokko, Niederlande sowie der Schweiz (Genf und Zürich).

## Geschichte
Im Jahr 1926 wurde die Banco Popular Español gegründet. 1968 wurde ein Büro in Paris eröffnet, von dort aus expandierte das Unternehmen in Frankreich und gründete weitere 14 Zweigstellen. Im Jahr 1992 folgte ein Joint Venture mit der Banco Comercial Portugués in Frankreich, acht Jahre darauf errichtete die Banco Popular Español ein Netzwerk von Filialen in Portugal. Im Jahr 2002 fusionierten die Banco Popular Español und die Banco Comercial Portugués. Die Banco Comercial Portugués wurde umbenannt in Banco Popular France. In Portugal kaufte die Banco Popular Español das Finanzunternehmen Banco Nacional de Crédito (BNC). Dieses änderte daraufhin seinen Namen in Banco Popular Portugal.
Banco Popular bestand den Banken-Stresstest der EU im Sommer 2012 knapp; das Unternehmen musste (wie viele andere spanische Banken auch) seine Eigenkapitalquote verbessern. Banco Popular übernahm 2011 die kleinere Banco Pastor mittels Aktientausch.
Im Februar 2017 wurde bekannt, dass die Bank Rekordverluste in Höhe von 3,5 Milliarden an faulen Immobilienkrediten für 2016 verbuchen muss. Nach der angekündigten Kapitalerhöhung im April 2017 verlor die Banco Popular innerhalb einer Woche 25 % ihres Wertes; der Wert der Aktie betrug am 14. April 2017 nur noch 0,61 Euro – zu Höchstzeiten 1998 lag der Wert bei 43,3 Euro pro Aktie.
Am 1. Juni 2017 berichtete die internationale Wirtschaftspresse von einer Frühwarnung von Elke König, Chefin der EU Aufsichtsbehörde SRB für Bankenabwicklungen, dass die Banco Popular abgewickelt werden müsste, wenn sie keinen geeigneten Käufer fände. Die Bank hatte sich nicht von der Spanischen Immobilienkrise in 2008 erholt. Um den Zusammenbruch der Banco Popular zu verhindern, gab die Europäische Bankenaufsichtsbehörde Single Resolution Board (SRB) am 7. Juni 2017 die Übernahme der Banco Popular Español für einen Euro durch die Banco Santander bekannt. Zu den erstmals von der Europäischen Zentralbank (EZB) und den seit 2016 eingesetzten Rettungsmechanismen für eine Europäische Bank durch die Behörde war es gekommen, als es durch massive Kursverluste an der Börse zu einem Bankansturm kam und die Bank kurz vor dem Konkurs stand. Damit rettete zum ersten Mal nicht der Staat und somit der Steuerzahler eine europäische Bank. Allerdings wurde auch angekündigt, dass rund 300.000 Aktienbesitzer und Anteilseigner der Banco Popular 100 % ihres Kapitals verlieren, darunter andere Banken und Kapitalgesellschaften wie die Crédit Mutuel, Silchester International oder die chilenische Grupo Luksic, die erst einen Monat zuvor 90 Millionen Euro investiert hatte. Es wurde bekannt, dass in den Büchern der Banco Popular rund 37 Milliarden Euro „fauler Kredite“ aus der Immobilienkrise standen, bei einer Gesamtbilanzsumme von 98 Milliarden Euro. Zum 12. Juni 2017 wurde die Bank von der Börse genommen.